# Sint-Pieterskerk (Lo)

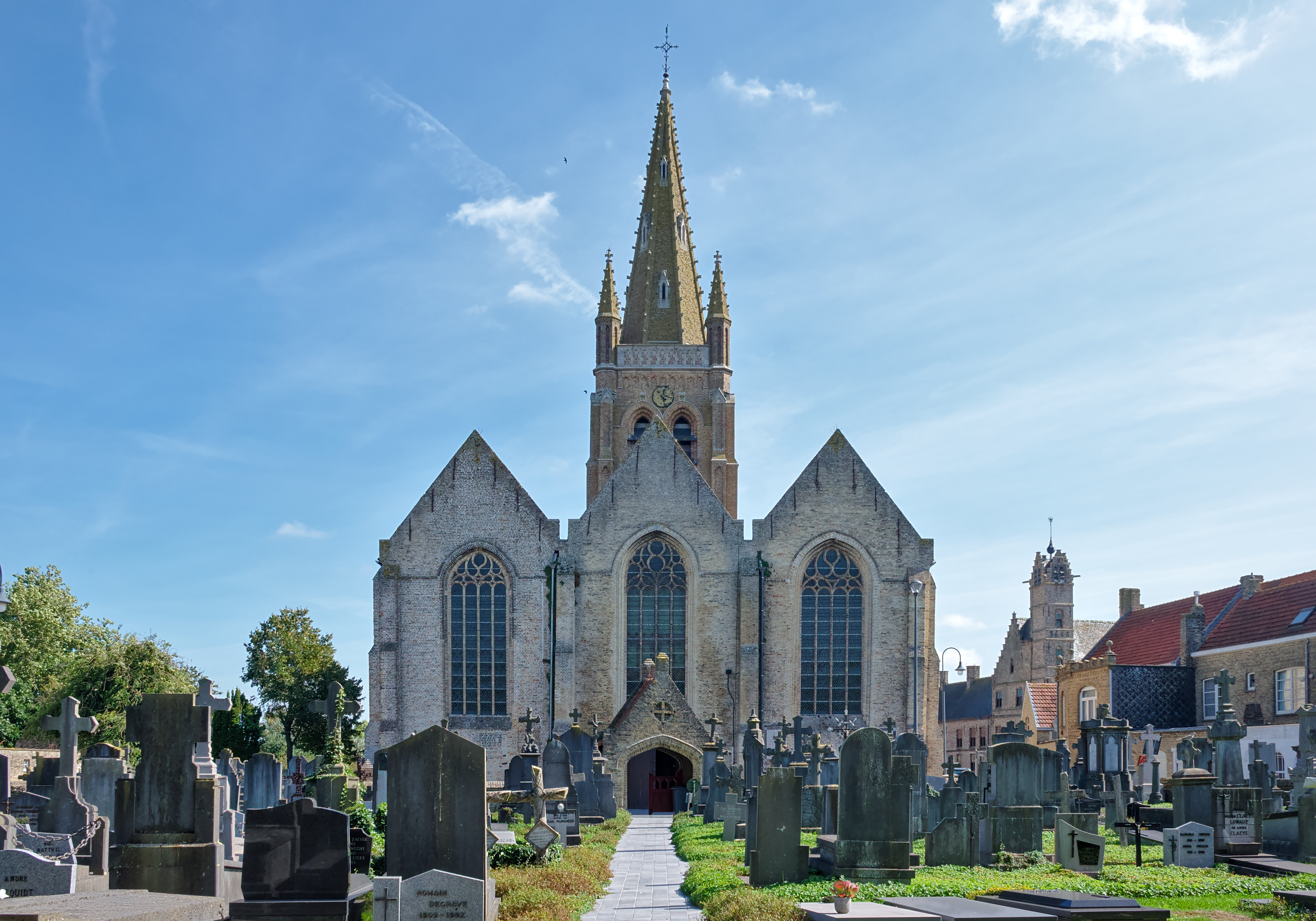
De Sint-Pieterskerk

De Sint-Pieterskerk is de kerk van de Sint-Petrusparochie van het stadje Lo, in de Belgische provincie West-Vlaanderen.

## Bouwgeschiedenis
Het oudste gedeelte, het gotische priesterkoor stamt uit de 13e eeuw. In 1119 wordt reeds melding gemaakt van de kerk; later is die verschillende malen verbouwd. Tussen 1435 en 1496 werden de zijbeuken en het zuidertransept verder opgetrokken.
De hallenkerk in laatgotische stijl was vroeger een deel van de Sint-Pietersabdij van de augustijnen. De monniken gebruikten het deel van de kerk tussen het transept en het priesterkoor, voorzien van een houten koorgestoelte uit 1624. De noorderbeuk deed dienst als abtskapel. De abdij heeft 1093 als stichtingsdatum en werd in 1797 verlaten als gevolg van de Franse Revolutie. Plundering in 1478 en een brand in 1580 maakten heropbouw noodzakelijk. Die gebeurde in dezelfde stijl. In 1847 werd de abdiekamer die de parochiekerk afsloot van de abtskapel afgebroken. Een neogotische toren verving de oude, romaanse vieringtoren (1866-1869). Tijdens de Eerste Wereldoorlog werd de toren opgeblazen, en van de kerk zelf bleef alleen het opgaande muurwerk overeind. Veel van de kunstschatten in het gebouw waren evenwel tijdig in veiligheid gebracht en bleven behouden. Na de oorlog werd de kerk volgens de oude plannen heropgebouwd. De vernielde 19de-eeuwse toren werd door een iets lager exemplaar vervangen.

## Kerkschatten
De kerk bevat kerkmeubilair van hoge kwaliteit omwille van het houtsnijwerk. De sacristie wordt tot een van de mooiste van het land gerekend. De broodbank in renaissancestijl (na plechtigheden werd hier brood uitgedeeld aan de armen) ligt aan de noordzijde van het doksaal. Tussen de schilderijtjes, met de zeven werken van barmhartigheid, zijn musicerende engeltjes aangebracht.
In de kerk bevindt zich een achthoekige preekstoel (barok) uit 1628 versierd met zes gebeeldhouwde bas-reliëfs die het leven van Petrus voorstellen. Op het altaar in de linkerzijbeuk zijn in eikenhout de vijftien mysteries van Onze-Lieve-Vrouw uitgebeeld. Allen zijn van de hand van Urbain Taillebert. De houten panelen van de doksaalwand zijn in rococostijl uitgevoerd. De orgelkast is een barokke exemplaar. Het houten hoofdaltaar (barok) is beschilderd om het op marmer te doen lijken. Christus aan het kruis, een schilderij uit 1640 van Jan Boeckhorst versiert het. Er is ook een schilderij van Jan-Willem Rosier te zien.

## Willem van Loo
In een loden kist naast het Sint-Rochusaltaar worden een aantal beenderen van Willem van Loo bewaard. Het werd toevallig ontdekt toen men in 1770 de vloer van de kerk herstelde. Hij was een bastaardzoon van een graaf van Vlaanderen en kandidaat met de steun van de moordenaars van graaf Karel de Goede om deze op te volgen. Hij moest naar Engeland vluchten maar keerde terug naar Lo en werd de mecenas van de Sint-Pietersabdij.

## Populaire cultuur
In de serie Axel Nort bespeelt acteur Nand Buyl het kerkorgel.

## Galerij

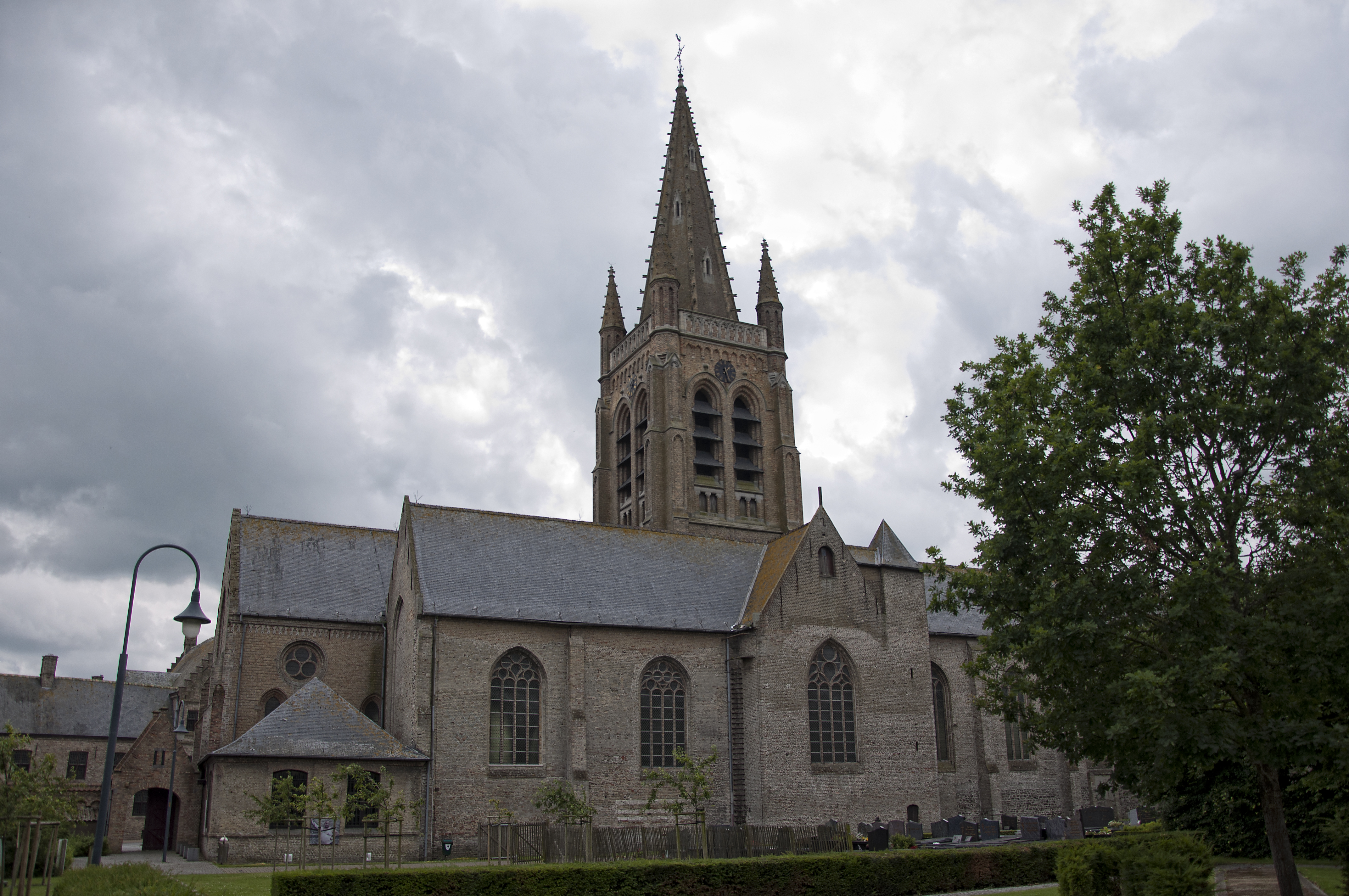
De Sint-Pieterskerk
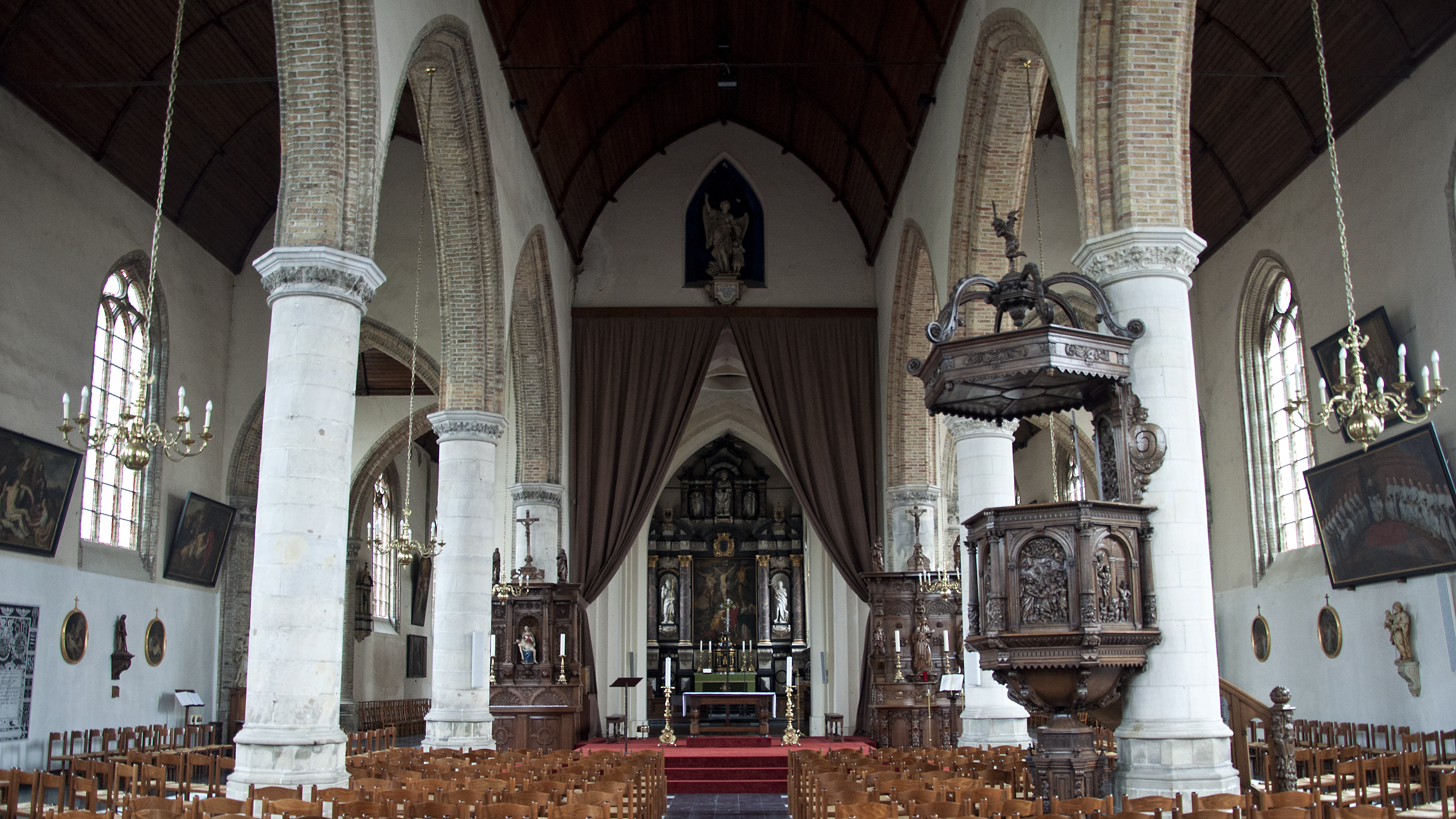
Interieur van de Sint-Pieterskerk
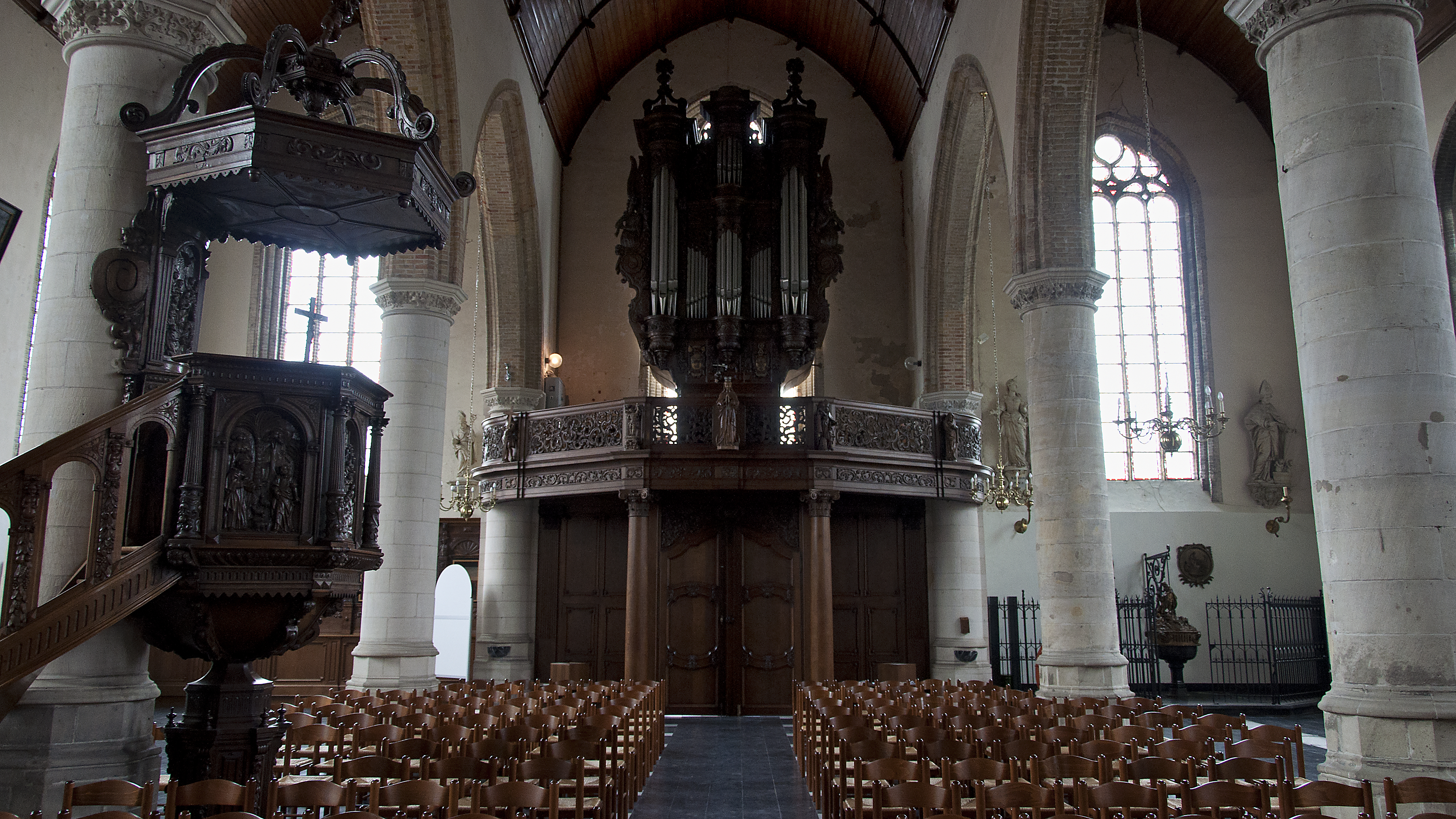
Het orgel en de preekstoel
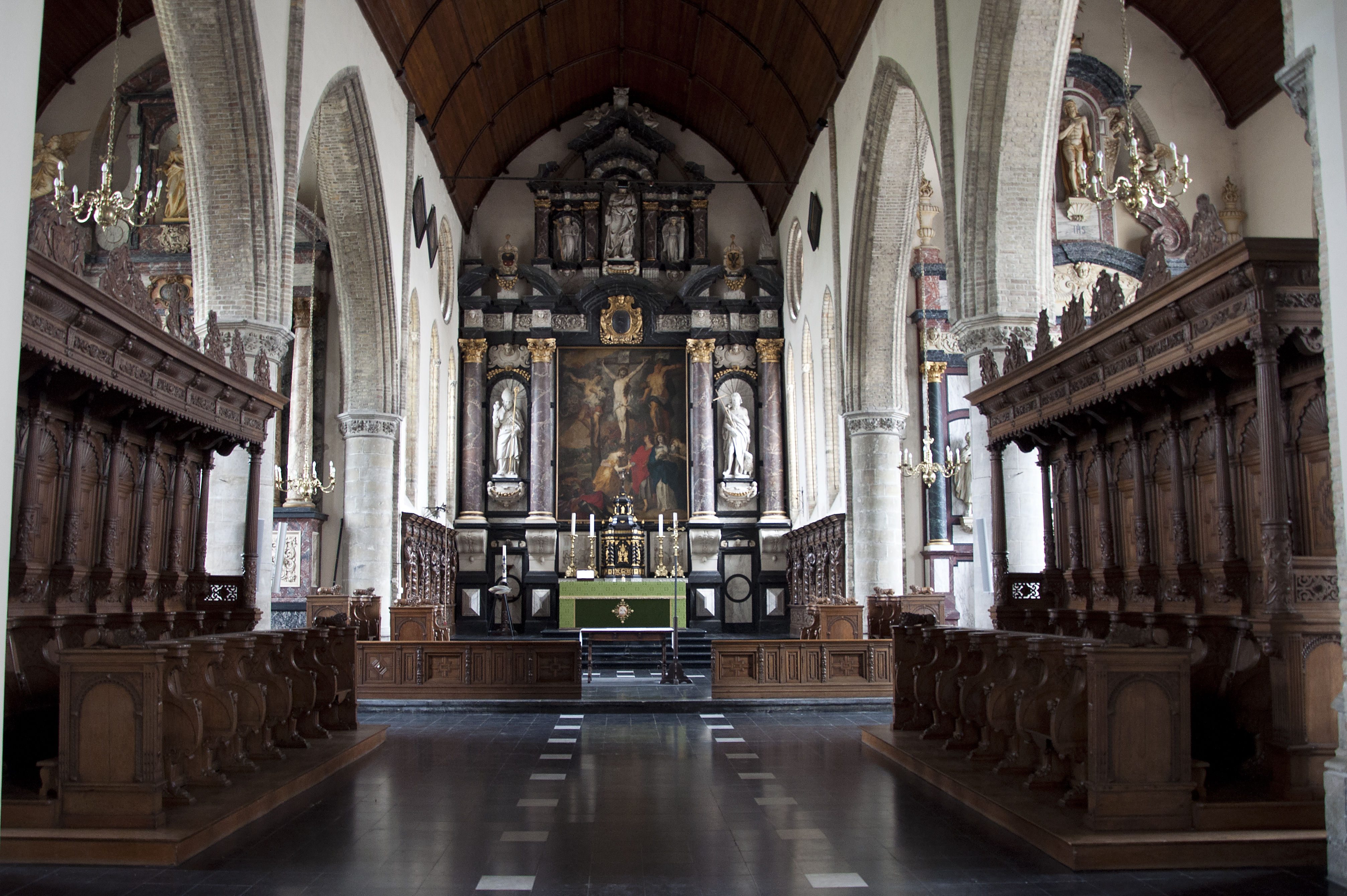
Het koorgestoelte en het hoofdaltaar
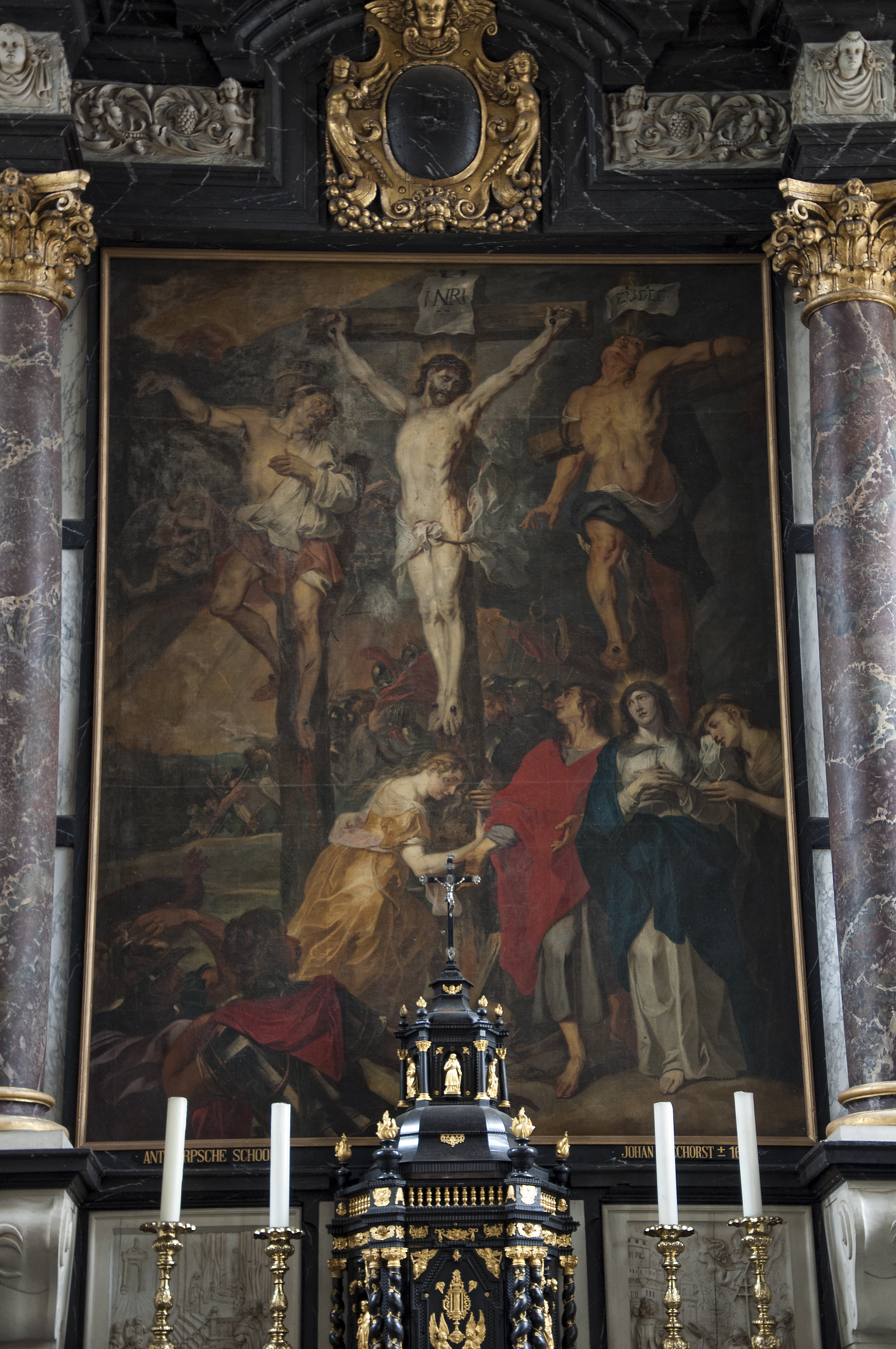
Christus aan het kruis (1640) van Johan Boeckhorst